# Thomas Sundström
Thomas Lennart Sundström, född 22 juli 1958 i Uppsala och uppvuxen i Visby, är teaterchef på Länsteatern på Gotland. Han är även en svensk musikalförfattare, kompositör, skådespelare och teaterlärare.

## Biografi
Sundström växte upp i Visby och var till och med 1979 medlem i rockgruppen Miklagård. I många år arbetade han Balettakademin och Kulturama i Stockholm. Har skrivit tolv stycken musikaler, däribland Dani.helvete.himmel, Celine och Dreamscape.
Han blev teaterchef på Länsteatern på Gotland 2011 och har uppdraget tills 2016.

## Filmmusik
- 1993 – Kojan
- 1994 – I natt går jorden under
- 2000 – Judith (TV-serie)
- 2001 – Blå måndag
- 1994 – Håll huvet kallt (TV-serie)
- 1995 – Jul i Kapernaum (TV-serie)

## Teater

### Regi (ej komplett)
| År   | Produktion                            | Upphovsmän                             | Teater                 |
| ---- | ------------------------------------- | -------------------------------------- | ---------------------- |
| 2012 | Sånger från andra sidan havet         | Jason Robert Brown                     | Länsteatern på Gotland |
| 2013 | Vi kommer ju hem igen till jul        |                                        | Länsteatern på Gotland |
| 2013 | Fru Markurell                         | Hjalmar Bergman                        | Länsteatern på Gotland |
| 2013 | Stjärna över Fritsarve                | Eva Sjöstrand                          | Länsteatern på Gotland |
| 2013 | OJ Nar de 10 åren gått                | Thomas Sundström                       | Länsteatern på Gotland |
| 2013 | Ekvationer, bråk och andra relationer | Thomas Sundström                       | Länsteatern på Gotland |
| 2015 | Jorden vi ärvde                       | Thomas Sundström och Mathias Lundqvist | Länsteatern på Gotland |